# Dunkelbrauner Gürtelfuß
Der Dunkelbraune Gürtelfuß (Cortinarius brunneus) ist ein Blätterpilz aus der Familie der Schleierlingsverwandten (Cortinariaceae) dessen gesamter Fruchtkörper mehr oder weniger dunkelbraun gefärbt ist. Sein hygrophaner Hut ist recht fleischig und stumpf gebuckelt. Der Universalschleier bleibt als weißlicher Gürtel am Stiel zurück. Auch das Fleisch ist dunkelbraun bis schwärzlich braun. Die Art wird oft unterschiedlich interpretiert und mal enger und mal weiter gefasst, sodass sich die Beschreibungen bei unterschiedlichen Autoren oft widersprechen. Der Schwarzbraune oder Eichelbraune Gürtelfuß (C. glandicolor) wird heute (Stand 2018) als Varietät von C. brunneus angesehen. Wie alle Schleierlinge ist der Dunkelbraune Gürtelfuß ein Mykorrhizapilz, der mit Nadelbäumen (überwiegend mit Fichten, seltener mit Kiefern) vergesellschaftet ist. Die Art ist nahezu in ganz Europa verbreitet. In Nordeuropa ist die Art häufig, in Süd- und Mitteleuropa findet man ihn meist nur im Gebirge.

## Merkmale

### Makroskopische Merkmale
Der anfangs glockig-kegelige, doch schon bald ausgebreitete Hut misst 3–8 cm und besitzt meist einen deutlich abgesetztem, fleischigen Buckel. Er ist dunkelbraun gefärbt und hat bisweilen einen schwärzlichen oder violetten Einschlag. Die feinfaserig-rissige Huthaut ist mehr oder weniger trocken und färbt sich wie bei allen Gürtelfüßen mit einem Tropfen Kalilauge schwarz bis schwarzbraun. Der etwas hygrophane Hut blasst beim Trocknen ledergelblich aus. Der Hutrand ist oft von schmutzig weißlichem Schleierresten überzogen.
Die dunkelbraunen, mehr oder weniger gleichfarbenen, dicklichen und sehr breiten Lamellen stehen ziemlich entfernt. Die Lamellenflächen sind mehr oder weniger senkrecht geädert. Sie sind gebuchtet angewachsen und am Grunde oft queraderig. Das Sporenpulver ist zimt- bis rostbraun.
Der schlanke, keulige Stiel misst (4)7–11 × 0,5–1(2) cm. Er ist wie der Hut dunkelbraun gefärbt und grob längsfaserig und besitzt eine oder zwei undeutliche, weißliche, später blass bräunliche Gürtelzonen.
Das Fleisch ist durchgehend dunkelbraun, nur in der Stielbasis kann es etwas heller sein. Laut M. Bon hat es einen schwachen, angenehmen Geruch, der etwas an den Wohlriechenden Gürtelfuß (C. torvus) erinnert. Andere beschreiben ihn als nahezu geruchlos bis schwach erdig-rettichartig. Das Fleisch schmeckt mild oder bisweilen leicht rettichartig.

### Mikroskopische Merkmale
Die elliptischen Sporen sind fein warzig ornamentiert oder punktiert und messen 8–11 (13) × 6–7,5(8) µm.

## Artabgrenzung
Der Dunkelbraune Gürtelfuß ist ein typischer Vertreter der artenreichen Gruppe der Gürtelfüße (Telamonia). Innerhalb der Untergattung gehört der Fichtenbegleiter zu den größeren und häufigeren Arten. Seine typischen Merkmale sind: schwärzendes Fleisch, ein mehr oder weniger ausgeprägter Buckel, das anfangs weiße, später dunkle werdende Velum und die breiten, entfernt stehenden Lamellen. Ein wichtiges, mikroskopisches Merkmal ist eine dichte Palisade aus sterilen Zellen auf der Lamellenschneide.
Sehr ähnlich ist der Schwarzbraune Gürtelfuß (C. glandicolor), der heute nur noch als Varietät des Dunkelbraunen Gürtelfußes angesehen wird. Er ist seltener und unterscheidet sich durch die dichter stehenden Lamellen, den zierlicheren Habitus und die etwas kleineren Sporen. Weitere ähnliche Arten sind der Schwärzende Wasserkopf (C. rubricosus) und der Breitblättrige Wasserkopf (C. crassifolius). Beide können an ihrem schwärzenden Fleisch erkannt werden. Im Gegensatz zum Dunkelbraunen Gürtelfuß hat ihr Stiel keine Gürtelzone. Eine weitere ähnliche Art mit schwärzendem Fleisch ist der Olivbraune Wasserkopf (C. uraceus). Er hat aber gewöhnlich einen deutlich dünneren Stiel.

## Ökologie und Verbreitung

Europäische Länder mit Fundnachweisen des Dunkelbraunen Gürtelfußs.
Legende:
Länder mit Fundmeldungen
Länder ohne Nachweise
keine Daten
außereuropäische Länder

Der Dunkelbraune Gürtelfuß wurde in Nordamerika und Europa nachgewiesen. In Europa ist der Schleierling weit verbreitet und insgesamt recht häufig. Im Süden findet man ihn von Spanien über Italien bis Bulgarien (westliches Balkangebirge, Witoscharegion, westliche Rhodopen). Auch in ganz Großbritannien wurde er nachgewiesen. In Nordeuropa ist der Pilz häufig. In Norwegen findet man ihn bis zum 69., in Schweden bis zum 68. Breitengrad, in Finnland ist er bis in das nördliche Lappland verbreitet. In Österreich und der Schweiz steigt die Art in den Alpen auf über 2000 m auf. Innerhalb der Gruppe der Gürtelfüße/Wasserköpfe gehört er zu den häufigeren Arten.
Als typischen Fichtenbegleiter findet man den Dunkelbraunen Gürtelfuß besonders häufig in Berg-Nadelwäldern, im Flachland ist er eher selten. Neben seinem wichtigsten Mykorrhizapartner, der Fichte, kann der Schleierling auch mit Kiefern eine Partnerschaft eingehen. Der Pilz bevorzugt eher saure und feuchte Böden, die Varietät glandicolor soll auch auf trockeneren Standorten wachsen.

## Systematik
1801 wurde der Dunkelbraune Gürtelfuß durch den Mykologen Christiaan H. Persoon wissenschaftlich beschrieben. Er gab ihm den wissenschaftlichen Namen Agaricus brunneus, dieser Name wurde durch Elias Fries Erwähnung in seinem Werk Systema Mycologicum sanktioniert. Ohne diese Sanktionierung wäre das Persoon’sche Basionym heute ungültig, da es mit Agaricus brunneus Schaeff. (1774) ein älteres Homonym gibt. 1838 stellte Elias Fries das Taxon in die Gattung Cortinarius, sodass es seinen heute gültigen Artnamen erhielt. Seitdem versuchten Botaniker und Mykologen immer wieder die artenreiche Gattung Cortinarius in mehrere Gattungen aufzuspalten. Das führte zu zahlreichen homotypischen Synonymen. 1866 stufte Otto Wünsche in seinem Buch Die Pilze. Eine Anleitung zur Kenntniss derselben Fries Untergattung Telamonia zu Gattung herauf und gab dem Taxon den Namen Telamonia brunnea. Im Jahre 1891 stellte dann der deutsche Botaniker Carl Kuntze in seiner Revisio generum plantarum (einer Überarbeitung des Pflanzenreiches) das Taxon in seine neu geschaffene Gattung Gomphos. und schließlich stellte M.M. Moser in seiner Kleine Kryptogamenflora von Mitteleuropa (1953) (einen wichtigen Bestimmungswerk der europäischen Pilzflora) den Schleierling als Hydrocybe brunnea in die Gattung Hydrocybe (Fr. ex Rabenh.) Wünsche.
Weitere Synonyme steuert das ursprünglich von Fries als eigenständige Art beschriebene Taxon Cortinarius glandicolor (Fr.) Fr. bei, das 1992 durch Håkan Lindström und Jacques Melot zur Varietät von C. brunneus herabgestuft wurde.
2008 untersuchte eine finnische Arbeitsgruppe um Tuula Niskanen die Section Brunnei. Für die Untersuchung der phylogenetischen Beziehungen verwendeten sie rDNA-ITS-Sequenzen und verglichen die Ergebnisse mit den morphologischen Daten. Sie kamen zu dem Schluss, das C. glandicolor und C. brunneus getrennte Arten sind und neotypisierten C. glandicolor, für den bisher kein Typus definiert war. Zudem beschrieben sie mit Cortinarius caesiobrunneus und Cortinarius clarobrunneus zwei neue Arten, die ebenfalls nahe mit dem Dunkelbraunen Gürtelfuß verwandt sind. Laut ihrer Untersuchung unterscheidet sich C. glandicolor von C. brunneus durch den schlankeren Fruchtkörper und einen meist weniger ausgeprägten Universalschleier (Velum universale), der selten einen ausgeprägten Gürtel am Stiel bildet. C. glandicolor kann trockenere Standorte besiedeln, scheint weniger strikt an Fichten gebunden zu sein und ist stattdessen häufiger bei Kiefern anzutreffen. C. clarobrunneus hat den gleichen Habitus wie C. brunneus, hat jedoch einen blasseren Stiel, kleinere Sporen, keinen ausgeprägten Schleiergürtel und wächst bei Kiefern (Pinus sylvestris). C. caesiobrunneus hingegen ist viel schlanker, hat keinen Schleiergürtel und schmälere Sporen.

## Bedeutung
Grundsätzlich werden alle Gürtelfüße als giftverdächtig eingestuft, daher ist auch der Dunkelbraune Gürtelfuß kein Speisepilz. Wie viele dieser Arten wirklich giftig sind, ist nicht bekannt.